# Ansprechen (Jagd)

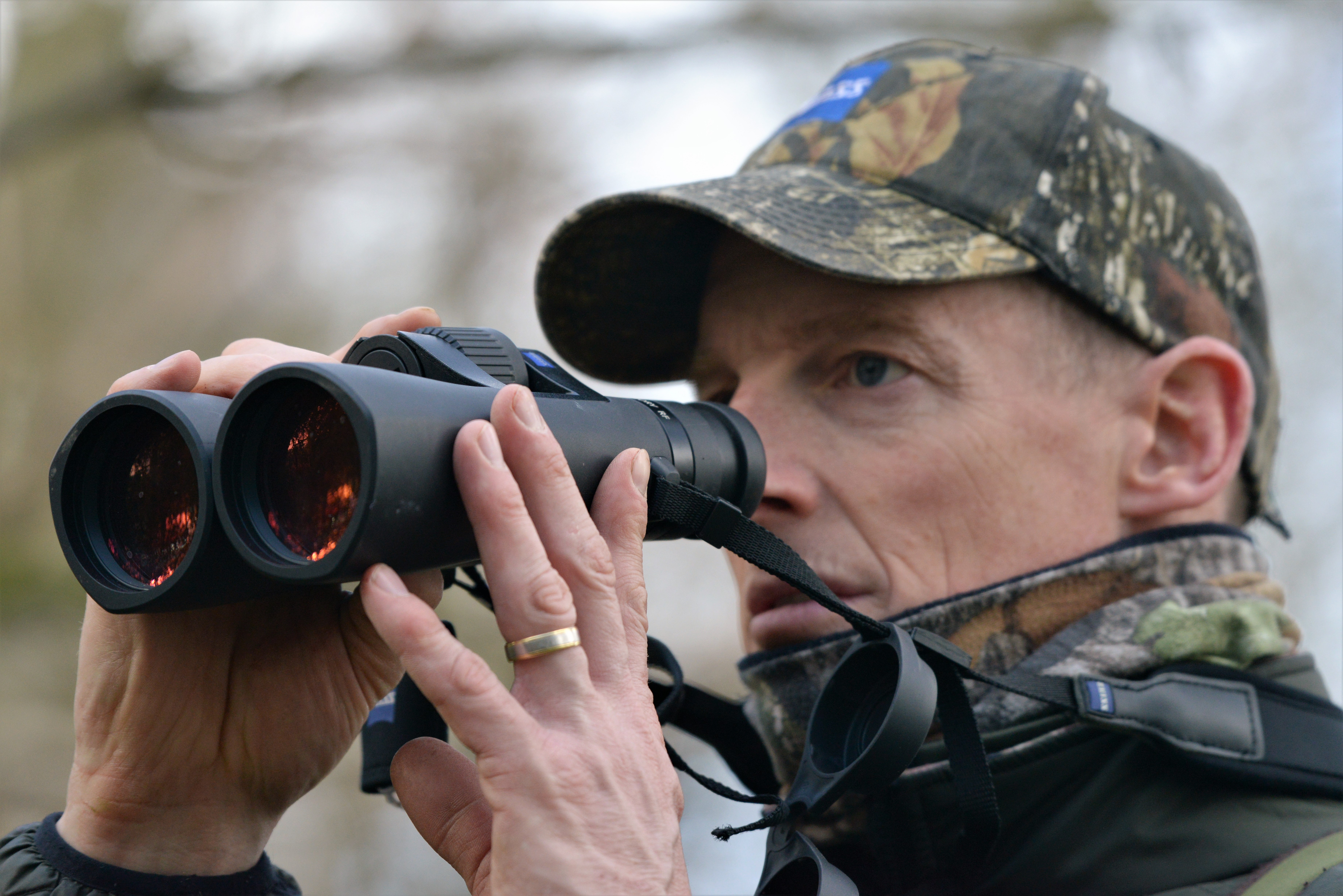
Jäger mit Fernglas beim Ansprechen von Wild

Das Ansprechen bezeichnet in der Jägersprache die präzise Beobachtung, Identifizierung und Beurteilung von Wild vor der Schussabgabe durch den Jäger.
Tierart, Alter, Geschlecht und eventuelle Krankheiten oder Verletzungen des Tieres müssen erkannt werden, da diese Faktoren die entscheidende Begründung für oder gegen einen Abschuss liefern.
Darüber hinaus ist diese Beobachtung am lebenden Tier wichtig für die Einschätzung als Wildbret nach dem Bundesjagdgesetz.
Beispiele:
- Aufgrund von Alter oder Geschlecht kann der Abschuss erforderlich oder aber nicht erlaubt sein (Hege).
- Erkannte Krankheiten oder Verletzungen können aus Gründen des Tierschutzes auch innerhalb der Schonzeit einen Abschuss rechtfertigen.

Auch Wildtiere, die wegen ihres artenschutzrechtlichen Schutzstatus nicht zum jagdbaren Wild zählen, werden von Jägern bei Sichtungen angesprochen, beispielsweise Biber oder Wölfe für das Wolfsmonitoring.
Der Begriff findet auch in der Forstwirtschaft Verwendung: Einen Baum ansprechen bedeutet, die Art und den Zustand des Baumes zu identifizieren. In der Bodenkunde wird die Identifizierung eines Bodentyps ebenfalls als „Ansprechen“ bezeichnet.